# Literatura bizantyńska
Literatura bizantyńska – literatura Wschodniego Cesarstwa Rzymskiego (Bizantyńskiego). Za jej początek najczęściej uważa się rok 330 (założenie Konstantynopola), 395 (podział Cesarstwa na Wschodnie i Zachodnie) lub 527 (datę wstąpienia na tron cesarza Justyniana I), za koniec – rok 1453. Literatura bizantyńska stanowi integralną część literatury greckiej. Jej przedstawiciele twórczo rozwijali klasyczne gatunki literackie dostosowując je do potrzeb i wymagań swoich czytelników. Przez cały okres jej istnienia znakomicie rozwijała się twórczość teologiczna. Pisarze historyczni stworzyli odrębny rodzaj kroniki historycznej, szeroko potem upowszechnionej w całej Europie. Twórczym wkładem Bizantyńczyków w literaturę europejską była też ich twórczość hagiograficzna. Przez kilka stuleci znakomicie rozwijała się hymniczna poezja religijna, a równolegle do niej poezja dworska. Literatura bizantyńska ma też niemałe osiągnięcia w epigramacie, romansie poetyckim i poezji ludowej: żebraczej, zwierzęcej, satyrze. Na osobną uwagę zasługuje twórczość bizantyńskich polihistorów obejmująca filozofię, filologię, matematykę, astronomię i geografię. Literatura bizantyńska po okresie wielkiego rozkwitu w VI wieku, ponownie osiągnęła świetność za panowania dynastii macedońskiej (867–1057), a następnie za Komnenów (1081–1185) i Paleologów (1259–1453).

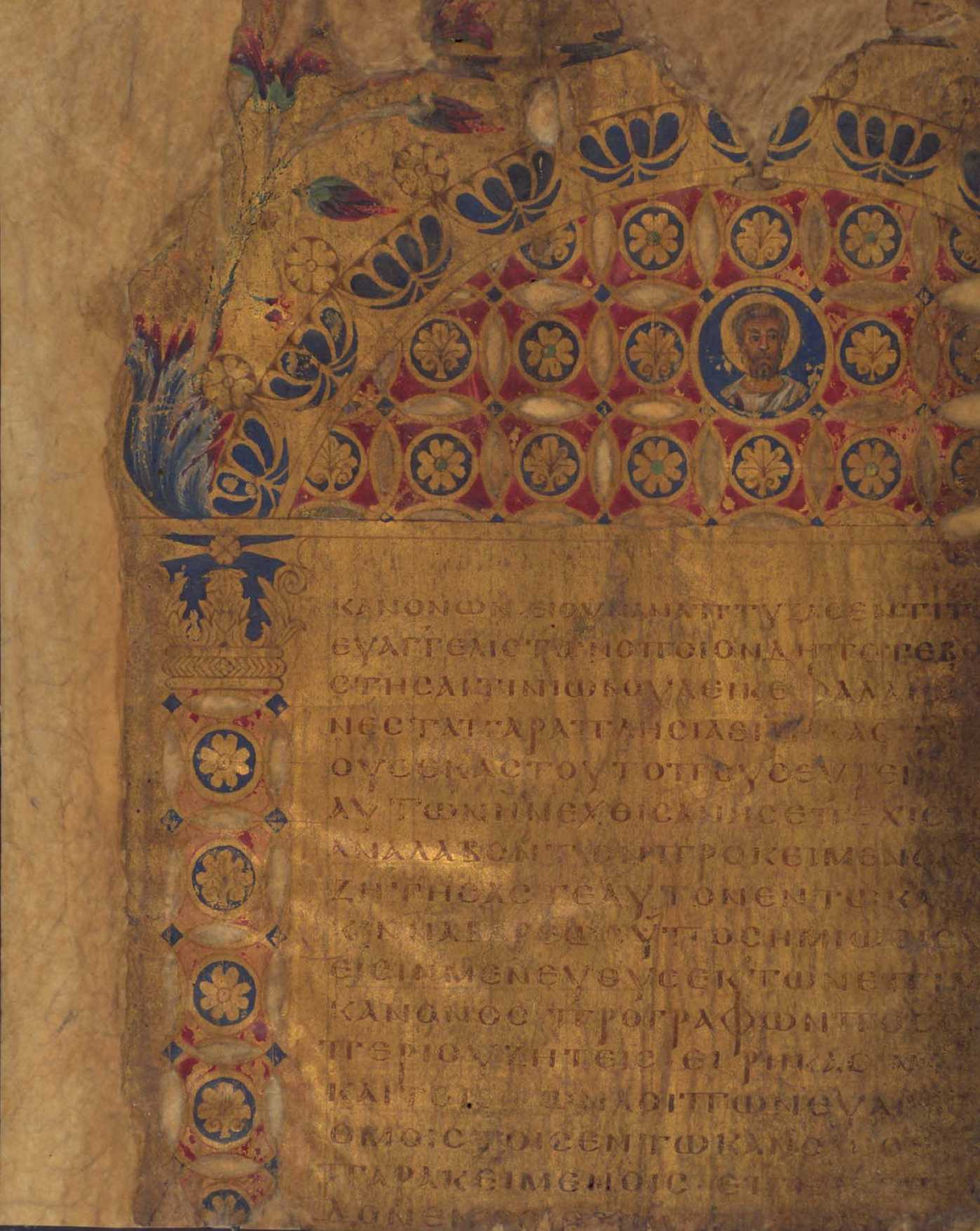
Strona z XI-wiecznego Ewangeliarza bizantyńskiego

## Chronologia
Literatura bizantyńska stanowi integralną część literatury greckiej. Jest spadkobierczynią i kontynuatorką literatury hellenistyczno-rzymskiej. W zmienionych warunkach historycznych wykształciła jednak odmienne wartości estetyczne, poznawcze i emocjonalne, odpowiadające potrzebom wielonarodowego społeczeństwa bizantyńskiego, żyjącego w rzymskim co do struktury państwie, w wierze chrześcijańskiej, greckiej tradycji kulturalnej, otwartej na wpływy orientalne. Ze względu na ciągłość kulturową trudno jest wskazać na konkretną datę początkową literatury bizantyńskiej. Historycy w zależności od zapatrywań wskazują na pierwszy podział Cesarstwa (293), założenie Bizancjum (330), drugi podział Cesarstwa (395), upadek Cesarstwa na Zachodzie (476), wstąpienie na tron cesarza Justyniana (527), zamknięcie Akademii Platońskiej (529) lub (najbardziej skrajni) wstąpienie na tron pierwszego cesarza z dynastii izauryjskiej (717), kiedy ostatecznie wykształciła się dojrzała formacja społeczno-polityczna Cesarstwa. Filolog niemiecki Karl Krumbacher za początek literatury bizantyńskiej uważa schyłek IV wieku, choć jej wykład rozpoczyna od roku 527. Polski bizantynolog Jan Sajdak za początek literatury bizantyńskiej uznał rok 529. Tadeusz Sinko twórczość greckojęzyczną V i VI wieku uznaje jeszcze za literaturę starogrecką.
Ustalenie daty końcowej nie nastręcza takich trudności. Zdobycie Konstantynopola przez Turków w 1453 roku i upadek Cesarstwa Bizantyńskiego wyznaczają wyraźny kres politycznej, ekonomicznej i kulturalnej samodzielności Bizantyńczyków. Literatura greckojęzyczna przetrwała ten upadek. Kontynuując i rozwijając dotychczasowe wzory, żyła nadal na terenach byłego Cesarstwa i w diasporze, ale już jako literatura nowogrecka.

## Charakterystyka
Literatura bizantyńska jako kontynuatorka literatury greckiej poprzedniej epoki była spadkobierczynią wszystkich jej gatunków literackich, które w zależności od potrzeb kontynuowała lub zarzuciła. Twórcy bizantyńscy, stosownie do swoich potrzeb, twórczo te gatunki rozwijali nadając im własne cechy charakterystyczne. Szeroko rozwinęła się zwłaszcza twórczość teologiczna kontynuująca dzieło pisarzy końca starożytności: Bazylego Wielkiego, Grzegorza z Nyssy, Grzegorza z Nazjanzu, czytana zarówno na Wschodzie jak i na Zachodzie. Wyżsi urzędnicy dworscy stworzyli nowy, spokrewniony z historiografią gatunek kronikarstwa. Dawne diatryby filozoficzne wskazały formę dla homiletyki chrześcijańskiej. Z biografii filozofów perypatetyckich wyrósł nowy rodzaj literacki – hagiografia, czyli żywoty świętych. Hymny neoplatoników przekształciły się w przepiękne hymny chrześcijańskie szczyty kunsztu poetyckiego osiągając w twórczości Romana Pieśniarza.
Cechą charakterystyczną literatury bizantyńskiej jest korzystanie z ustalonych schematów. Twórcy, głęboko wrośnięci w kulturę grecką, świadomie nie sięgali po nowe rozwiązania, a jedynie zmieniali ujęcie klasycznego wzorca dostosowując go do potrzeb i oczekiwań czytelników. Istotny wpływ na kształt życia literackiego miała też pozycja cesarza w państwie. Cesarz-autokrator wyznaczał nie tylko kierunki polityki, ale też rozwój teologii, inicjował twórczość literacką i naukową nadając kulturalny ton życiu w stolicy i na prowincji.
Na ostateczny kształt literatury bizantyńskiej wpłynęły cztery różne elementy kulturalne: grecki, chrześcijański, rzymski i orientalny. Na ogół wyróżnia się w niej pięć głównych rodzajów twórczości: historyczną i annalistyczną, encyklopedyczną (za największych encyklopedystów bizantyńskich uważani są patriarcha Focjusz i Michał Psellos), eseistyczną, kościelną i teologiczną oraz poetycką. W spuściźnie literackiej Bizancjum dominuje tematyka religijna: należą do niej w głównej mierze traktaty i rozprawy teologiczne, komentarze i glosy do Pisma Świętego, homiletyka i poezja religijna. Spośród ok. 2–3 tys. zachowanych do dzisiaj tomów literatury bizantyńskiej, tylko 330 zawiera poezję świeckie, teksty historyczne, naukowe i pseudo-naukowe.

## Język
Literatura bizantyńska powstawała w języku średniogreckim wywodzącym się z koine hellenistycznej. Bizantyńska greka mówiona rozwijała się nieprzerwanie od 330 roku. Pod wpływem Syryjczyków, Egipcjan, Armeńczyków czy Żydów i innych narodów niegreckich następowały znaczące zmiany w jej fleksji, fonetyce, słownictwie i składni. Od VII wieku język ten zaczął ulegać zróżnicowaniu na odmiany lokalne: bałkańską, syryjską, egipską, południowoitalską, sycylijską i wyspiarską. Z odmian tych wywodzą się dzisiejsze dialekty nowogreckie. Językiem tym, mimo że był potocznym językiem wszystkich warstw społecznych, rzadko posługiwali się pisarze bizantyńscy. Początkowo nie miał nawet własnej nazwy. Z czasem zaczęto go pogardliwie nazywać językiem ludu – demotykiem (dimotiki glòssa).
Językiem pisarzy była zasadniczo koine literacka (elliniki glòssa) spadkobierczyni języka klasycznego (dialektu attyckiego), wypracowana przez pokolenia pisarzy okresu klasycznego i hellenistycznego. Attycyści bizantyńscy zapatrzeni w najwspanialszy okres rozwoju literatury greckiej ugruntowali ją w poezji i w prozie, w twórczości naukowej i teologicznej. Uznana za język państwowy, zaakceptowany przez dwór cesarski i Kościół, stała się językiem warstw wykształconych, którego można się nauczyć jedynie w szkole. Jednocześnie uporczywe trzymanie się starych norm językowych zatrzymało rozwój koine literackiej czyniąc z niej język sztuczny.
W XII wieku patriarcha Mikołaj Muzalon kazał spalić przedstawiony mu Żywot świętej Paraskewy napisany w demotyku i polecił diakonowi Bazylikowi napisanie życiorysu jeszcze raz w „języku greckim”. Demotykiem pisali początkowo nieliczni autorzy, którzy dążyli do tego, by ze swymi utworami dotrzeć do jak najszerszych kręgów czytelników: historycy Piotr Patrycjusz, Jan Lydos, autorzy popularnych kronik Jan Malalas czy Teofan Wyznawca i niektórzy hagiografowie jak Leoncjusz z Neapolis. Od XI wieku demotyk coraz częściej zaczął pojawiać się w poezji dzięki upowszechnieniu wiersza politycznego. Używali go między innymi: Michał Psellos, Konstantyn Manasses, Jan Tzetzes, Teodor Prodrom, Manuel Holobol oraz autorzy romansów i utworów ludowych.

## Periodyzacja

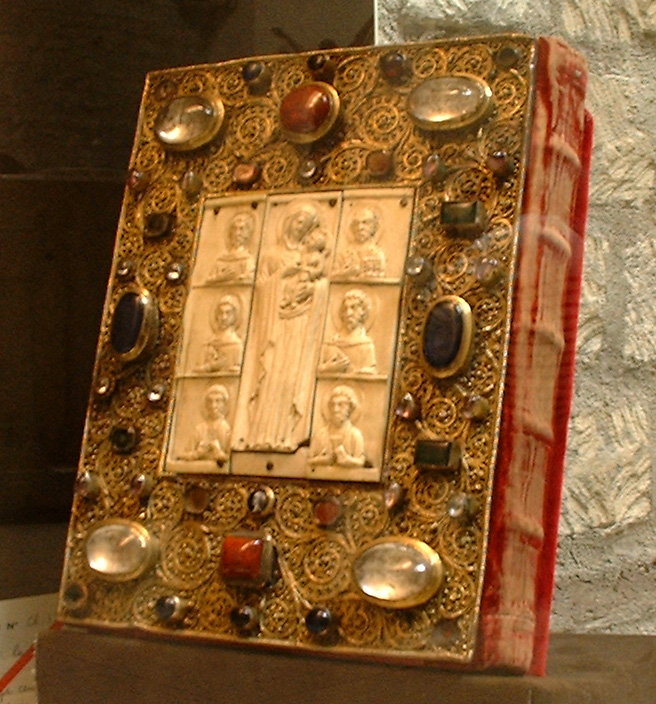
Bizantyński Ewangeliarz z XIII wieku ozdobiony płaskorzeźbą z kości słoniowej

W literaturze przedmiotu istnieje kilka kryteriów periodyzacji literatury bizantyńskiej. Podział wedle gatunków literackich pozwala na ukazanie wewnętrznej ewolucji gatunków literackich. Podział według kryterium językowego na utwory pisane w języku klasycznym i demotyku daje się zastosować przede wszystkim do poezji, która od XII wieku coraz częściej była tworzona w języku ludowym. Istnieje również, występujący w starszych opracowaniach podział oparty na kryterium kulturalnym, jako cezurę wyznaczający na przykład datę założenia uniwersytetu w Konstantynopolu (863). Najpowszechniej stosowana periodyzacja opiera się na kryterium historycznym i zakłada istnienie sześciu okresów rozwoju literatury bizantyńskiej.

### Okres I 527–610 roku
Obejmuje okres przejściowy od kultury hellenistycznej do wczesnobizantyńskiej. Charakterystyczne dla tego okresu są gwałtowne spory chrystologiczne, ścieranie się tradycji pogańskiej z chrześcijańską i pojawienie się wpływów orientalnych.
W okresie tym znakomicie rozwijała się historiografia, której najwybitniejszym przedstawicielem był Prokopiusz z Cezarei. Oprócz niego warto wymienić Agatiasza Scholastyka, Menandra Protektora, a z historyków Kościoła Ewagriusza Scholastyka. Jan Malalas stworzył wówczas pierwszą kronikę bizantyńską, a Cyryl ze Scytopolis i Jan Moschos zbiory hagiograficzne. Działali tacy wybitni teologowie jak: Efrem Syryjczyk, Jan Klimak i Doroteusz z Gazy. Najsłynniejszym filozofem bizantyńskim tej epoki był Pseudo-Dionizy Areopagita. W VI wieku tworzył też jeden z najsłynniejszych poetów bizantyńskich Roman Pieśniarz, znakomicie rozwijała się też twórczość epigramatyczna.

### Okres II 610–717
Obejmuje lata panowania dynastii heraklijskiej od Herakliusza do Teodozjusza III, okres anarchii i rewolt wojskowych, walki o przetrwanie Cesarstwa i jego odrodzenie. W literaturze charakteryzuje się rozkwitem twórczości monoteletów i pojawieniem się poezji świeckiej.
Najwybitniejszym pisarzem bizantyńskim tego okresu był teolog Maksym Wyznawca. Tworzył wówczas również teolog, hagiograf i poeta Sofroniusz, patriarcha Jerozolimy. Mistrzem nowego gatunku poetyckiego – kanonu – okazał się Andrzej z Krety. Poezję świecką do szczytu rozwoju doprowadził Jerzy Pizydes. W I połowie VII wieku pisał też ostatni na dłuższy czas historyk bizantyński Teofilakt Symokatta.

### Okres III 717–867
Przypada na panowanie dynastii izauryjskiej, Niceforów i amoryjskiej od wstąpienia na tron Leona III Izauryjczyka do śmierci Michała III Metystesa. Jest okresem walki ikonoklastów z ikonodulami i osłabienia państwa. W literaturze czasem rozwoju historiografii, literatury teologicznej i epigramu.
Okres sporów religijnych zaowocował znakomitą twórczością teologiczną Germana z Konstantynopola, Jana Damasceńskiego, Teodora Studyty i patriarchy Focjusza. Focjusz zasłynął również jako filolog i poeta. Do odrodzenia epigramu bizantyńskiego przyczynił się w tym czasie swą twórczością Teodor Studyta. W IX wieku tworzyła też jedyna znana poetka bizantyńska Kasja. Na polu historiografii zaznaczyli swą obecność kronikarze: Jerzy Synkelos, Teofan Wyznawca i Nicefor Patriarcha.

### Okres IV 867–1081
Jest to okres panowania dynastii macedońskiej i Dukasów od objęcia władzy przez Bazylego I Macedończyka aż po panowanie Nicefora III Botaniatesa. Obejmuje apogeum Cesarstwa Bizantyńskiego, okres podbojów i rozkwitu kulturalnego, a następnie stopniowego rozkładu systemu państwowego za rządów administracji urzędniczej. Na polu literatury charakteryzuje się nawrotem do studiów klasycznych i wspaniałym rozkwitem twórczości literackiej.
Wielkimi indywidualnościami tego okresu byli dwaj wybitni polihistorzy: cesarz Konstantyn VII Porfirogeneta: historyk i encyklopedysta i Michał Psellos: historyk, filozof, filolog, teolog i poeta. Twórczość historyczną rozwijali poza tym: Leon Diakon, Jan Skylitzes, Jerzy Kedren. Działał też wtedy najwybitniejszy hagiograf bizantyński Szymon Logoteta. Z poetów na uwagę zasługuje oprócz Michała Psellosa, Jan Geometra. Dalszy rozwój przeżywała twórczość epigramatyczna, powstał też pierwszy epos bizantyński Bazyli Digenis Akritas. Z innych twórców warto wspomnieć filozofa Jana Italosa i teologa patriarchę Michała Cerulariusza.

### Okres V 1081–1204
Jest okresem panowania Komnenów i Angelosów poczynając od Aleksego I Komnena, a kończąc na Aleksym V Murzuflosie. W okresie tym nastąpiła odbudowa potęgi Cesarstwa pod panowaniem arystokracji wojskowej, a potem jej stopniowy upadek zakończony zdobyciem Konstantynopola przez krzyżowców. Kontakty z Łacinnikami przyniosły wzrost wpływów kultury zachodniej. Na lata panowania Komnenów przypada drugi renesans literatury bizantyńskiej po jej upadku w epoce Dukasów.
Najwybitniejszym historykiem tego okresu była córka cesarska Anna Komnena. Historią zajmowali się również Nicefor Bryenniusz, Jan Kinnam oraz kronikarze Jan Zoanras, Konstantyn Manasses i Michał Glykas. Twórczość teologiczną rozwijali Teofilakt z Ochrydy, Eutymiusz Zygaben i Eustacjusz z Tesaloniki, nie tylko teolog, ale również filolog i poeta. Okres rozkwitu przeżywała poezja świecka, której najwybitniejszym przedstawicielem był Teodor Prodrom. Nowym i niezwykle prężnym gatunkiem literackim okazał się romans. Warto również wspomnieć o filologach: Michale Italikosie i Janie Tzetzesie.

### Okres VI 1204–1453
Obejmuje odrodzenie Cesarstwa Bizantyńskiego w Azji przez władców z dynastii Laskarysów, odzyskanie Konstantynopola przez Paleologów i stopniowy upadek państwa zakończony zdobyciem Konstantynopola przez Turków w 1453 roku. Pomimo postępującej słabości okres ten jest uważany za trzeci renesans literatury bizantyńskiej.